# Dom Polski w Mohylewie
Dom Polski w Mohylewie – polska placówka kulturalna i oświatowa działająca w Mohylewie przy ul. Libknechta. 

## Historia i aktualna działalność
Dom Polski powstał w 1996 jako placówka okręgowego Związku Polaków na Białorusi kierowanego przez Jerzego Żurawowicza. Jego zadaniem było umożliwienie wszechstronnego rozwoju polskiej mniejszości mieszkającej w Mohylewie oraz na Mohylewszczyźnie – głównie pod względem znajomości języka i kultury polskiej – oraz przybliżenie polskiej kultury Białorusinom. W 1998 powołano do życia dziecięcy teatr pod kierownictwem Ireny Dmochowskiej, powstał również: Klub Młodzieżowy "Nowa Fala", Klub Kobiet oraz drużyna harcerska. W Klubie Video można było obejrzeć filmy w języku polskim. W tym samym roku rozpoczęła pracę biblioteka, której księgozbiór liczył w 2008 3 tys. woluminów. 
Ważnym elementem działania placówki były od początku lekcje języka polskiego prowadzone zarówno w Domu, jak i poza jego murowami – w mohylewskich szkołach. Dom przygotowywał polską młodzież do podjęcia studiów na uczelniach RP. 
Członkowie ZPB zbierają się w Mohylewie na corocznym opłatku wigilijnym oraz z okazji Świąt Wielkanocnych. Dom organizuje wyjazdy młodzieży polskiej poza granice Białorusi (głównie do różnych regionów Polski). Co roku delegacja placówki uczestniczy w obchodach bitwy pod Lenino z 1943. Dom organizuje w Mohylewie Dni Filmu Polskiego oraz konkurs "Czy znasz Kino Polskie" przeznaczony dla ludności białoruskiej i rosyjskiej. 
Przy Domu Polskim afiliowane jest Polskie Towarzystwo Lekarskie dr. Aleksandra Bułaja.